# ميجا مان باتل نتورك 2
ميجا مان باتل نتورك 2 (بالإنجليزية: Mega Man Battle Network 2)‏ هي لعبة فيديو فردية وجماعية من تطوير ونشر كابكوم، صدرت في 14 ديسمبر 2001 وتعمل على جهاز وي يو.